# Богдановское (Черкасская область)
Богдановское (укр. Богданівське) — посёлок в Каменском районе Черкасской области Украины.

## География
Посёлок расположен на юге области, на левом берегу реки Гнилой Ташлык, в 2 км выше центра сельского совета — села Радивановка.

## Население
Численность населения Богдановского по переписи 2001 года составляла 31 человек.

## Местный совет
Посёлок относится к Радивановскому сельскому совету.
Адрес сельского совета: 20832, Черкасская обл., Каменский р-н, с. Радивановка, ул. Ленина, 1.